# 요시다 아키요시
요시다 아키요시(일본어: 吉田 昭義, 1966년 9월 8일 ~ )는 일본의 전 축구 선수이다.

## 구단 경력
1985년 일본 사커 리그의 토요타 자동차(나고야 그램퍼스 에이트)에 입단했다. 1994년후 현역 은퇴.